# Dinopontius acuticauda
Dinopontius acuticauda is een eenoogkreeftjessoort uit de familie van de Dinopontiidae. De wetenschappelijke naam van de soort is voor het eerst geldig gepubliceerd in 1960 door Stock.